# Arcuavena limbativentris
Arcuavena limbativentris är en tvåvingeart som först beskrevs av Günther Enderlein 1921.  Arcuavena limbativentris ingår i släktet Arcuavena och familjen vapenflugor.
Artens utbredningsområde är Paraguay. Inga underarter finns listade i Catalogue of Life.